# Marco Papirio Mugilano
Marco Papirio Mugilano  fue un político y militar romano del siglo V a. C. perteneciente a la gens Papiria.

## Familia
Mugilano fue miembro de los Papirios Mugilanos, una familia patricia de la gens Papiria. Fue hijo del consular Lucio Papirio Mugilano y hermano de Lucio Papirio Mugilano.

## Carrera pública
Siendo tribuno consular en el año 418 a. C. unos embajadores de Tusculum se presentaron ante él y sus colegas anunciando que los labicanos y los ecuos habían saqueado su territorio e instalado un campamento en el monte Álgido. El Senado declaró la guerra a los labicanos. La rivalidad por el mando estalló entre Mugilano y su colega Lucio Sergio Fidenas —debida en parte a un desprecio mutuo— que fue resuelta por los legados estableciendo que tendrían la dirección en días alternos. Fue reelegido en el año 416 a. C., un año marcado por los desórdenes civiles motivados por las propuestas tribunicias de leyes agrarias.
Obtuvo el consulado en el año 411 a. C. Estuvo encargado, con su colega Espurio Naucio Rútilo, de la organización de unas comisiones triunvirales para comprar trigo en los pueblos vecinos. Debido a la epidemia que asolaba la ciudad, solo pudieron incluir un senador por comisión y tuvieron que completarlas con caballeros.